# Comissão Nacional de Universidades (Nigéria)
A Comissão Nacional de Universidades (NUC) (National Universities Commission (NUC)) é uma comissão governamental na promoção da qualidade do ensino superior, na Nigéria. Encontra-se localizado na cidade capital de Abuja. A Comissão foi criada em 1962 como uma agência consultiva no Gabinete do Governo. Em 1974, tornou-se um órgão estatutário e seu primeiro secretário executivo foi o professor Jibril Aminu. É atualmente parte do Ministério Federal da Educação e é uma paraestatal (corporação de propriedade do governo).
A Comissão tem um Conselho de Governadores, atualmente chefiado pelo Professor Shehu Galadanchi e o seu Secretário Executivo é o Prof. Abubakar Rasheed, que assumiu o cargo em 3 de agosto de 2016. Desde a sua criação, a Comissão transformou-se de um pequeno escritório no Gabinete para uma braço importante do governo na área de desenvolvimento e gestão da educação universitária na Nigéria.
 